# 奧德維奇站
奧德維奇站（英語：Aldwych tube station，發音：/ˈɔːldwɪtʃ/）是英國倫敦地鐵的已關閉的車站，位於倫敦中央地帶的西敏市境內，鄰近河岸街和薩里街（Surrey Street）的交叉口，於1907年啟用，當時的站名取自河岸街，而命為河岸站（Strand），1915年時更為今名。本站曾是皮卡迪利線上的「奧德維奇支線」的終點站，這條僅行經該站和霍本站的短小路線是一宗兩鐵合併案的遺跡，在奧德維奇站尚未關閉之时，曾有數項未實現的計劃提倡將該支線往南延伸，而目的地通常是泰晤士河對岸的滑鐵盧車站。
在奧德維奇站尚有營運的年代中，僅能搭乘短程接駁列車，而且久受運量低迷的問題所困擾。倫敦地鐵曾數度考慮取消奧德維奇站和支線的運行，最後在1994年時因為考量到升降机等站內設施的維護成本已經不敷效益，而正式停開了這條平日列車班距長達一小時的路線，自此終止了奧德維奇站的營業。
除了運輸機能之外，奧德維奇站內的非開放區域及行車隧道曾在第二次世界大戰期間充當倫敦各座畫廊、美術館及博物館收藏品的庇護所，保護其免於敵機轟炸。不僅於此，本站還是個長久以來都受到歡迎的電影外景拍攝地、亦在數部影片中成為場景，有時會因片中劇情所需而改造成其他的地鐵站，有時則以本尊樣貌出現。該站由於富有歷史上的意義，因此獲英格蘭遺產協會授予二級登錄建築地位。

## 歷史

### 規劃

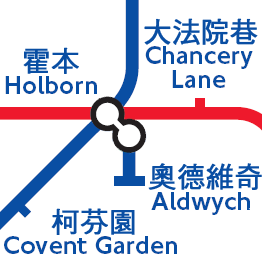
奧德維奇站在倫敦地鐵中的位置

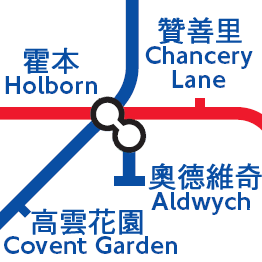
奧德維奇站在倫敦地鐵中的位置

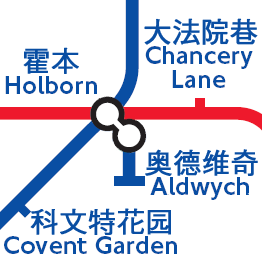
奥德维奇站在伦敦地铁中的位置

大北方及河岸鐵路（GN&SR；北岸鐵路）首先在1898年11月一份送交英國國會、請求批准的私人法案中，建議於奧德維奇及河岸街一帶興建車站，而一條北抵伍德格林站（Wood Green，今亞歷山大宮站）、中途行經芬斯伯里公園站及國王十字車站的地下鐵路將以這座車站為南端終點。一開始的站址是打算設於河岸街以北的史坦霍普街與霍爾斯街交叉口。之後因為倫敦郡議會計劃剷除此兩條街、舖設新的國王道與奧德維奇路，因此北岸鐵路公司也將預定站址遷到兩條新路的交會處:p77。之後該項提案獲得了御准，《1899年大北方及河岸鐵路法》（Great Northern and Strand Railway Act 1899）也在8月1日生效。

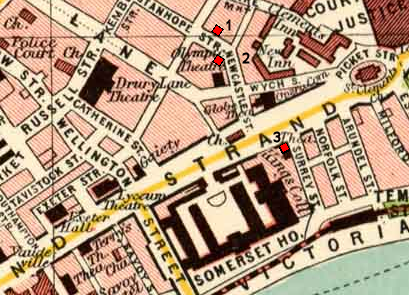
1900年時的河岸街東端一帶的地圖，圖中的三個紅點是當時擬定的車站位置：
1、霍爾斯街（Holles Street）與史坦霍普街（Stanhope Street）交叉口
2、國王道與奧德維奇路交叉口的預定位置（當時尚未興建）
3、河岸街與薩里街交叉口

1901年9月，北岸鐵路由布朗普頓及皮卡迪利圓環鐵路公司（B&PCR；布皮鐵路）所接收，該公司規劃中的地下鐵路線起自倫敦西南方的南肯辛頓站，往東經騎士橋站通到市中心的皮卡迪利圓環站。其後，美國大亨查爾斯·耶基斯旗下的大都會區電力牽引車公司（Metropolitan District Electric Traction Company）獲得了北岸鐵路、布皮鐵路公司的支配權，兩者均於1902年6月移交至耶基斯的控股公司——倫敦地下電氣鐵路公司（UERL；電鐵）旗下:p118。在此兩條鐵路動工之前，倫敦地下電鐵又獲得了政府許可，建造一條連接皮卡迪利圓環站與霍本站的隧道，以使兩條鐵路直通、連為一線。1902年11月，兩家公司及其兩條鐵路經國會批准而正式合併為大北方、皮卡迪利及布朗普頓鐵路（北皮布線），即皮卡迪利線的前身:p152-153。而北岸鐵公司在此合併案之前，即已開始尋求核准，將其在京士頓與奧德維奇路口的隧道南端繼續延伸至大都會區域鐵路（今區域線）的聖殿站以方便與之轉乘。但這項提議後來卻在諾福克公爵的反對之下遭到駁回，因為隧道延伸工程將從公爵擁有的地產下方穿越:p138。
1903年，北皮布線替一條從皮卡迪利圓環向東經萊斯特廣場、河岸街、弗利特街至倫敦城的支線申請許可，並讓這條支線與已經獲准興建的河岸街站交會:p215，使得該站同時有往北、往西及往東三個方向的列車服務。不過皇家交通委員會在審議後，決定制止此案交予國會考慮，因此鐵路公司也將計劃撤回:p222。
1905年，隨著一份即將發布的皇委會報告書，皮卡迪利及布朗普頓大北方鐵路又將兩項提案送入國會討論，第一項是再次申請1903年的皮卡迪利線－倫敦城支線案，使河岸站成為交會站；第二項則是申請將車站選址南移至河岸街與薩里街路口，並由此延伸一條過河的單線軌道至滑鐵盧站。第一項提議案再度遭到擱置及撤銷，而第二項提議案中只有車站的遷址通過批准:p241-242。

### 興建

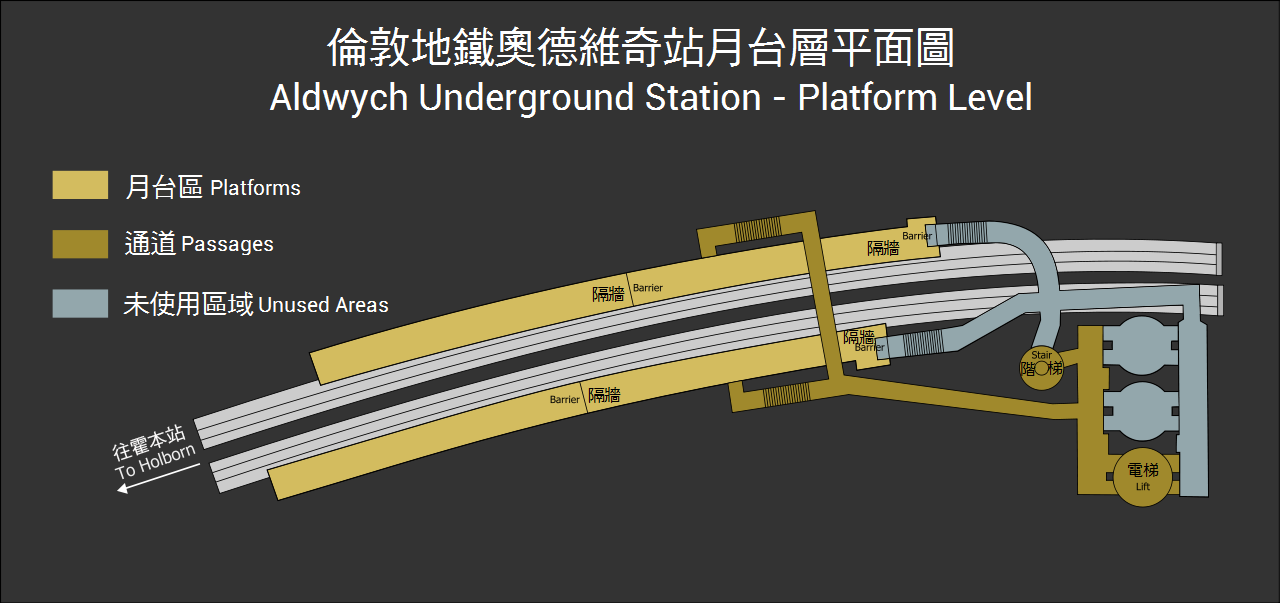
奧德維奇站月台層平面圖。

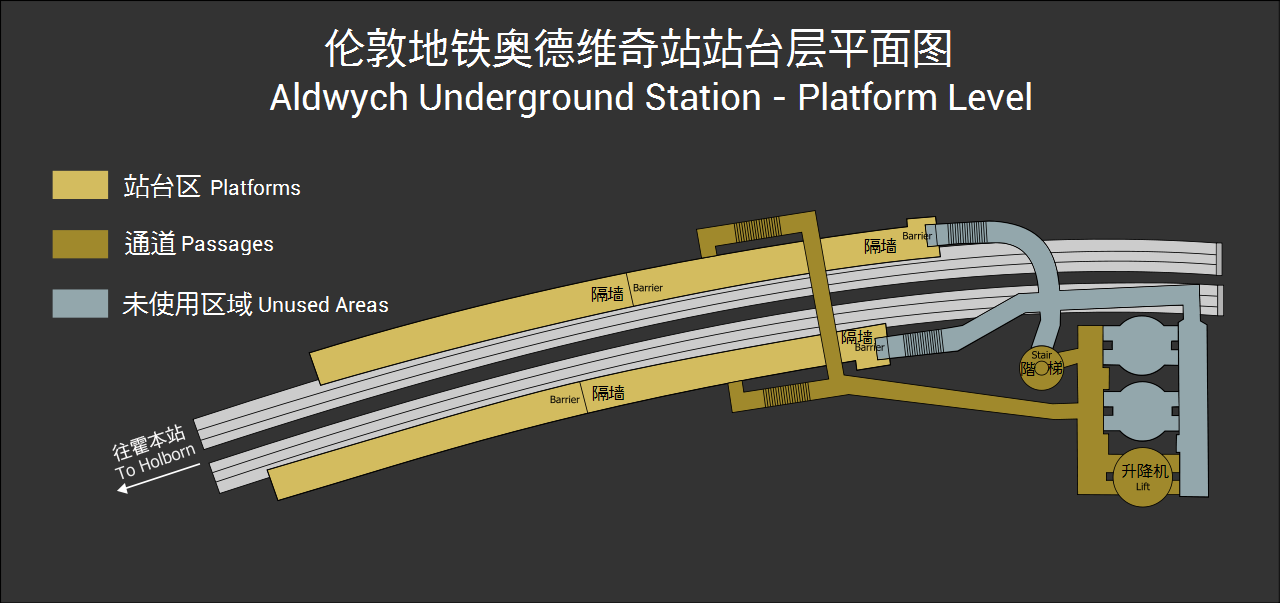
奥德维奇站站台层平面图。

大北方及河岸鐵路、布朗普頓及皮卡迪利圓環鐵路兩線在倫敦市中心的合體意味著霍本－河岸站之間的隧道將降格為支線。倫敦地下電鐵在1902年7月開始進行主線的工程，至1906年秋天時已經大致上完成:p181，但支線段卻因為兩大因素而延後了開工時間，一為郡議會打算興建的國王道與路底下的電車隧道，第二則是地下電鐵公司對於主線與支線交會站——霍本站的換乘設計安排:p239。
河岸站設站位置原先是皇家河岸劇院的坐落之處，該劇院在1905年5月13日遭到清拆，以供地鐵興建站體，工程於同年10月21日展開:p94，設計者是倫敦地下電鐵的建築師萊斯利·格林，他將地面的車站入口設計成一座兩層樓高的鋼構建築，外部以上釉的紅色陶瓦砌成，大門上方有半圓形的窗戶:p175。該站的地面站體是一棟L形的建築，兩道外牆分別面向河岸街與薩里街，當中河岸街入口較窄，薩里街入口則較寬，設有一扇進站門、一扇出站門和商店鋪位。由於估計滑鐵盧南延段和倫敦城東延段仍然可能重新開始興建，因此站內設了三座圓形的豎井，共能容納六座梯形的電梯，然而三者之中只有一座豎井投入使用，其內裝了兩部電梯:p242-243，其餘的兩座豎井均從深層通道向上抵達車站地下室，在有需求時還能向上蓋至站內商店的位置。除此之外，車站還設有第四座尺寸較小的豎井，內部是緊急逃生階梯:p95。
月台層位於街道下92英尺6英寸（28.19）深之處，長約250英尺（76）:p94，短於皮卡迪利線上其他車站的標準月台長度——350英尺（110）:p238。當時倫敦地下電鐵的車站都以各具特色的彩色磚瓦當成站內的壁面裝潢，以示區別，而本站的用色是奶黃色及深綠色，但由於地鐵公司打算以車廂數較少的列車來營運這條支線，因此整座月台上只有一小段舖了磁磚:p94。此外，由於投入使用的電梯數量減少，因此只有一組通道用以聯絡月台和電梯間，另一組通道則從未開放，也不投入使用，而且其內沒有舖上磁磚:p243。

### 營運

奧德維奇支線的軌道配置圖（未按實際比例繪製）

奧德維奇支線的軌道配置圖（未按實際比例繪製）

奥德维奇支线的轨道配置图（未按实际比例绘制）

皮卡迪利及布朗普頓大北方鐵路的主線於1906年12月15日正式開通，但河岸站的支線直到1907年11月30日才加入營運。剛通車之時，支線列車利用本站的東側月台行駛至霍本站的直線月台（5號月台），在尖峰時段，支線的西側軌道也會投入營運，另一列列車由本站西側月台駛入霍本站的港灣式月台。在開業的第一年裡為了服務前往河岸街週邊劇場的觀眾，星期一至星期六的傍晚還會將支線的營運區間延長至霍本站北邊的芬斯貝利公園站，這種延長服務在1908年10月終止:p94。
1908年5月起，離峰時段的支線列車僅停靠河岸站的西側月台和霍本站的5號月台，中間透過霍本站南端的橫渡線換軌。低使用率令地鐵公司取消了尖峰時段加開的第二輛列車，所有時段均只開行一輛列車，河岸站的東側月台也在1914年停止使用:p95。1915年5月9日，河岸街週邊的三座地鐵站進行了更名，而本站的站名也正式換為奧德維奇。1917年4月，奧德維奇支線停開了星期日的列車，同年8月也封閉了奧德維奇站東側月台、支線東側隧道及霍本站的港灣式月台:p98。1917年9月時，德軍的轟炸行動使約300幅國家畫廊的畫作儲放在本站已停用的月台，直到1918年12月才移回館內:p212,214。

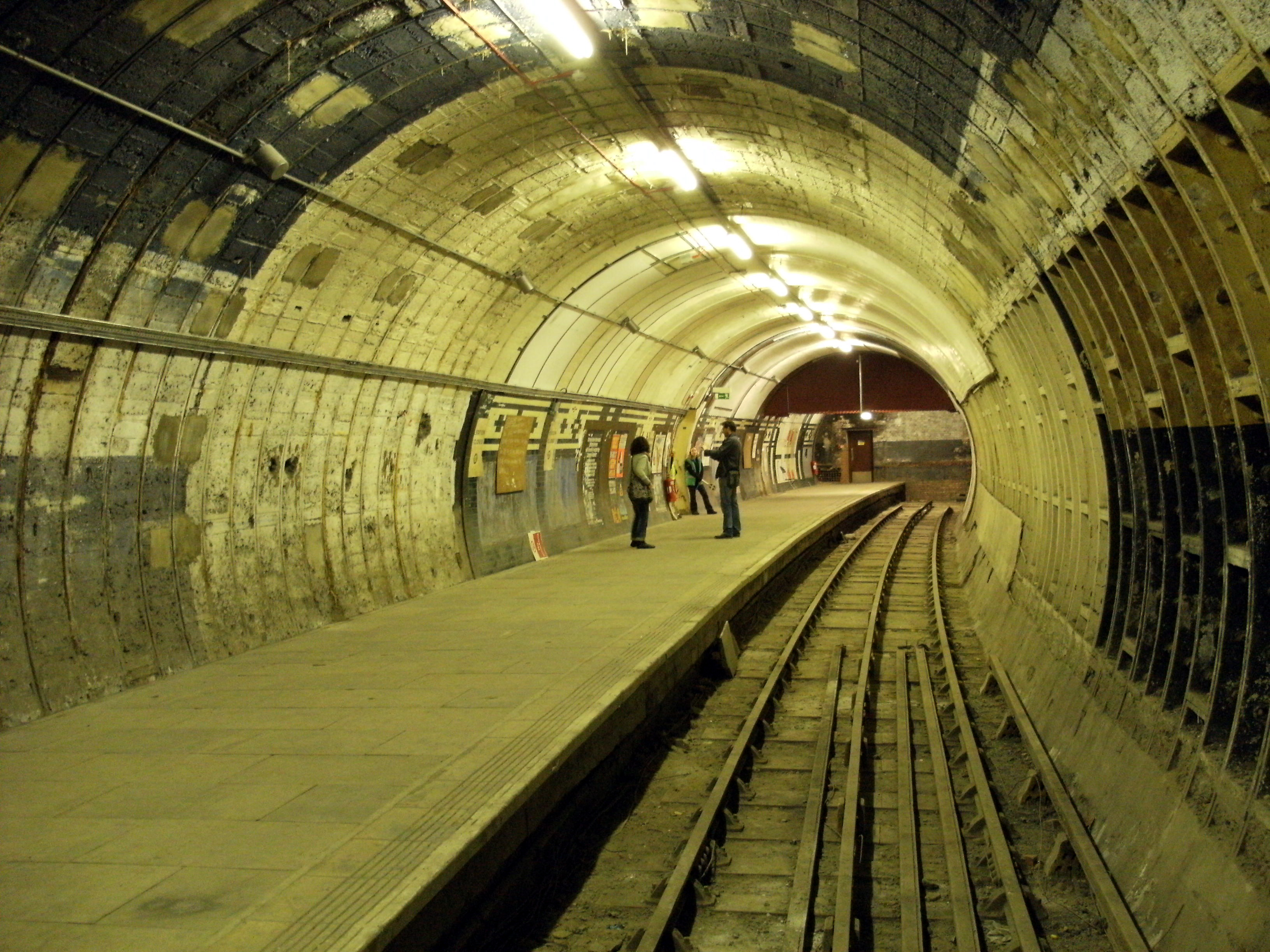
奧德維奇站的東側月台，1914年停止使用，圖中可見隧道內的裸露結構

1922年10月，奧德維奇站的售票處變成一座電梯設施:p98。乘客使用量依然不高，使得本站在1929年時列入地鐵系統中的預計關閉車站名單內，當時其每年使用量約1,069,650人次（日均2,930人次），售票收入4,500英鎊:p31。地鐵公司在1933年時又一度考慮關閉奧德維奇站，但之後依然決定讓其營運:p98。
由於二次世界大戰爆發後的戰時應急措施，使得奧德維奇支線從倫敦大轟炸不久後的1940年9月22日起暫時關閉，並由西敏市的管理部門裝備成一座防空洞。奧德維奇至霍本的隧道則用來放置大英博物館的館藏文物，當中包括了埃爾金石雕。奧德維奇支線於1946年7月1日起恢復運轉，但光顧的乘客並未增加:p98-99。1958年時的奧德維奇站又經倫敦公共交通管理局列入三座即將關閉的車站之一，僅管最後沒有實施，但該年6月起卻降低了發車頻率，僅於星期一至星期五的上下班尖峰時段和星期六的上午至下午稍早時段開車:p99，1962年6月時又收掉了禮拜六的列車服務:p99。

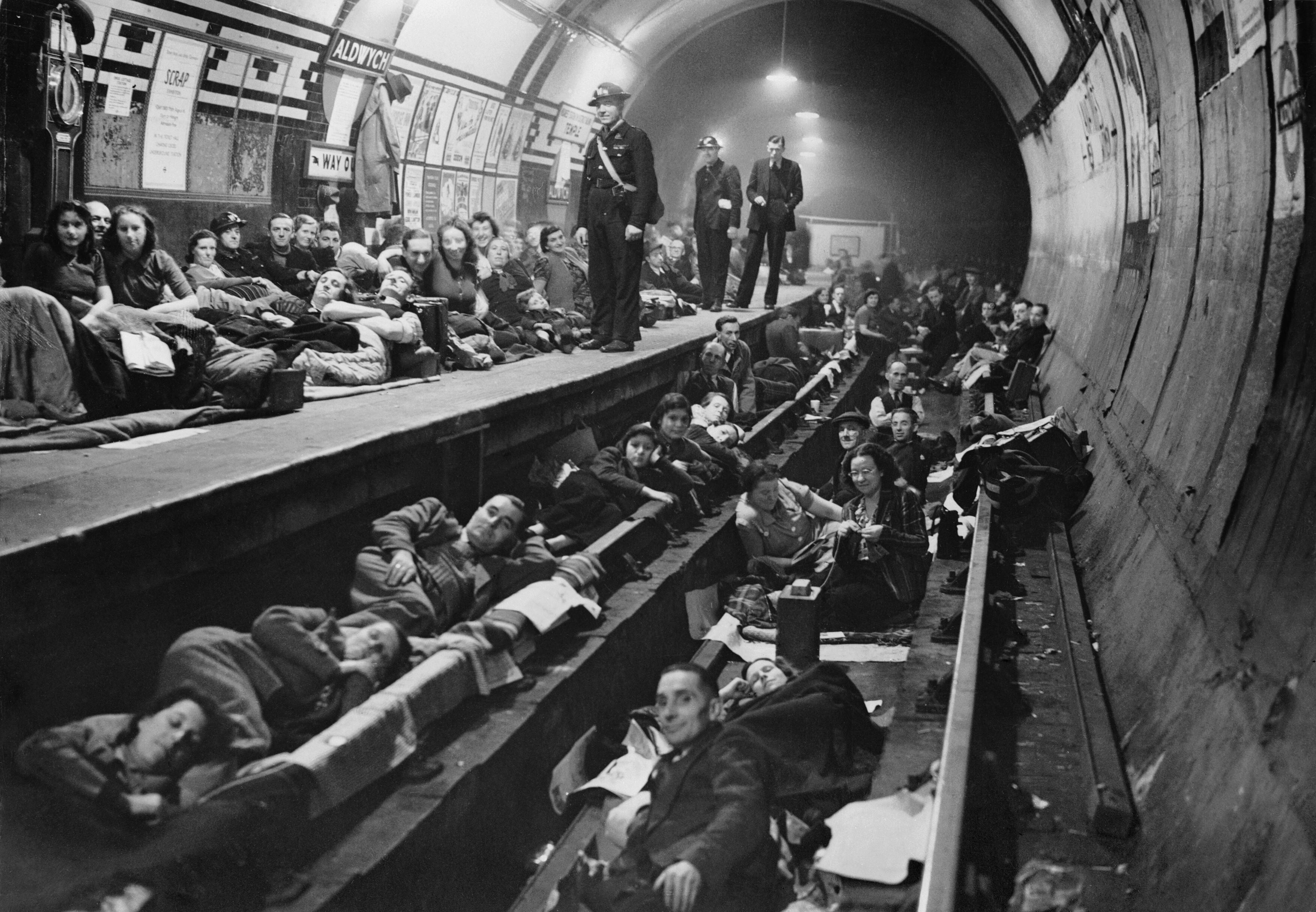
1940年倫敦大轟炸期間至奧德維奇站避難的市民

從1962年之後的三十多個年頭裡，奧德維奇站都維持著尖峰時段才有服務的模式。1993年1月4日，當局正式宣布了將本站關閉的公告。從1907年起即已存在至該年的站內電梯設備，需要耗費3百萬英鎊汰換，而這與奧德維奇站每日僅達450人的使用量相比，顯然不是合理的投資，而且此站每年讓倫敦區域交通局每年多虧損15萬英鎊。1994年9月1日，運輸大臣批准9月30日為奧德維奇站與其支線的關閉日期:p100-101。

### 相關延伸計畫

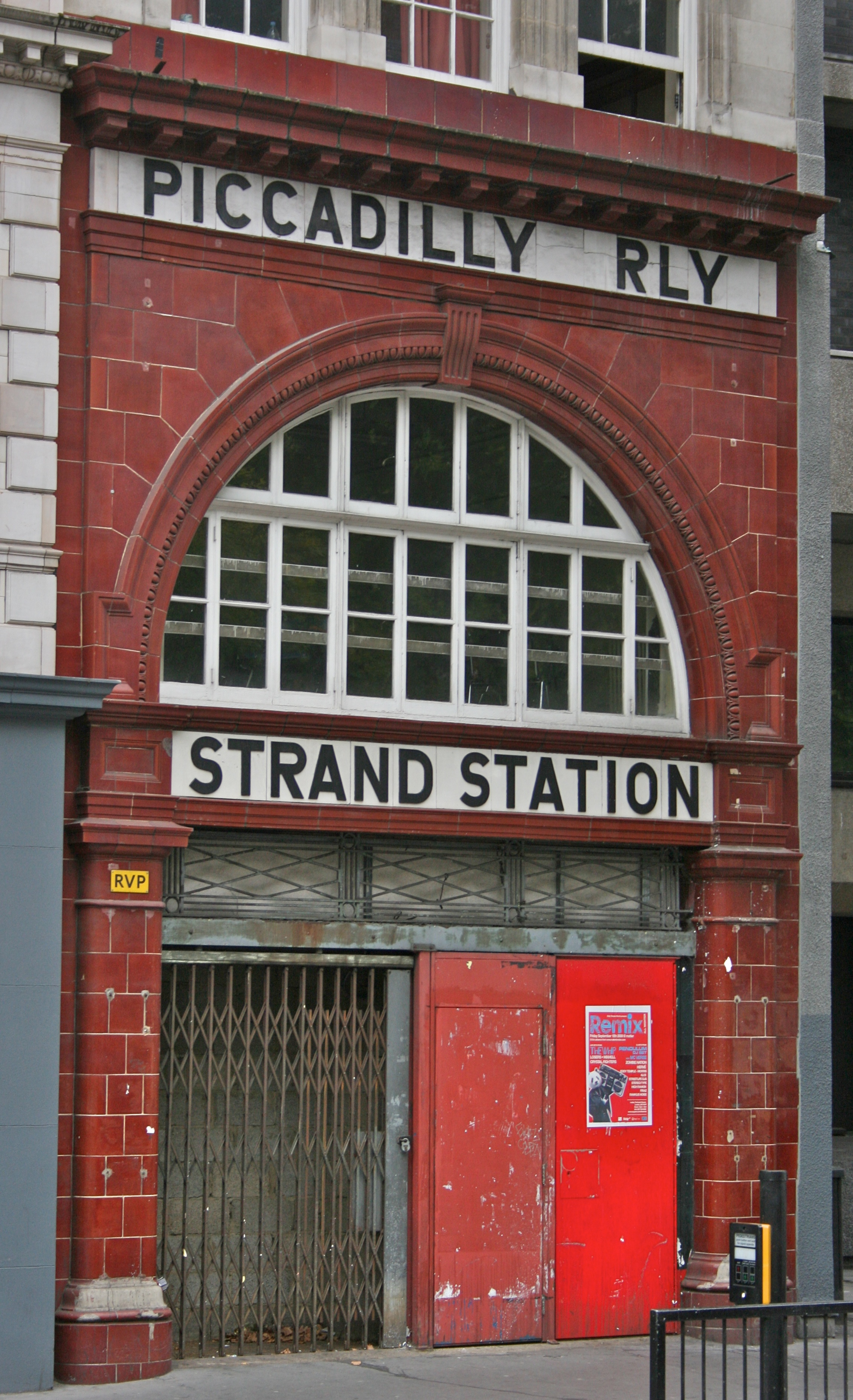
奧德維奇站的主入口，其上標有最早的站名「河岸站」

儘管行經本站的1905年皮卡迪利圓環－倫敦市支線提議案在撤銷後從未重新出爐，但將奧德維奇支線南延至滑鐵盧車站的方案卻數度提出討論，此計畫在1919年與1948年時都曾得到考慮，然而最後都沒有進展:p98-99。
第二次世界大戰結束數年後，倫敦地鐵曾為了紓解現有路線的擁擠情形，而制定了一系列的初步計畫案，當中考慮過數條行經奧德維奇地區的東西向路線，但其他優先次序更高的計畫意味著這些構想無法獲得採納。1965年3月，英国铁路局與倫敦交通委員會的聯合委員會發表了一份《倫敦鐵路計畫》（"A Railway Plan for London"），建議建造一條名為「弗利特線」（Fleet Line）的新地鐵路線（後更名為朱比利線），從貝克盧線的貝克街站往南經、綠園站至查令十字站，第二期再往東經過奧德維奇站、盧德門圓環站、坎農街站、芬喬奇街站。計劃中也建議興建奧德維奇至滑鐵盧的過河地鐵，使奧德維奇站變成交會站:p31-33。倫敦交委會已經將此送交國會、等待在1964年11月時獲准展開奧德維奇至滑鐵盧的隧道工程，雖然國會在1965年8月時授權興建此線，但公共預算的削減卻導致此計畫在投標開放之前的1967年遭到延遲:p99。
弗利特線的規劃繼續進行，並且在1969年7月獲得了國會對第一期工程（貝克街站－查令十字站）的批准:p34，造價3千5百萬英鎊的隧道於1972年2月開工，1979年5月時，已從弗利特線更名為朱比利線的新線也正式開通至查令十字站:p35,38,45，而隧道過了查令十字站後並未終止，而是繼續挖掘至奧德維奇站以西不遠處，但該段隧道僅是作為朱比利線的尾軌使用，而奧德維奇站也沒進行任何工程以連接這條線:p35,38,42。另一方面，朱比利線第二期工程的資金挹注在1970年代持續遭到耽擱，而查令十字以東的走線也重新進行審視，評估幾個使這條地鐵經奧德維奇站延伸至倫敦碼頭區的可能選項。至1979年時，二期工程的預估經費已經飆升到3億2千5百萬英鎊之譜，足足為1970年時的預估經費——5千1百萬英鎊的六倍以上:p35,52。1980年代時，朱比利線開始進行替代延伸路線的詳細評估，而這使得新線的優先順序遭到調整，任何計劃中的朱比利線擴建工程也都向後推遲:p53。1990年代以後，朱比利線修正了走線，改經西敏站至南岸的滑鐵盧站、倫敦橋車站，再前往金絲雀碼頭站，徹底放棄了綠園站和奧德維奇中間的軌道:p57。
2005年7月，奧雅納工程顧問公司製作了一份名為《2020年碼頭區輕軌服務範圍研究書》（DLR Horizon 2020 Study）的報告，旨在透過「務實發展計劃」擴建並改善2012年至2020年間的輕軌系統。該份報告書中的其中一項議案便是將輕軌從銀行及紀念碑站的終點向西延伸至查令十字站，中途亦於奧德維奇設站，並計畫將奧德維奇至查令十字之間的朱比利線舊隧道拓寬，以供斷面較大的碼頭區輕鐵列車行走。該計畫亦將利用奧德維奇站現存的部分站體進行擴建，儘管改造的規模不小，當中包括了電扶梯的裝設。2005年當年估計的基礎設施工程費為2億3千2百萬英鎊，並形容為「極具效益」，預計能從現有的東西向地鐵線和市區巴士分流客源，並紓解銀行站的擁擠。個案評估指出此計劃可帶來高的價值，但其他從銀行站出發的延伸路線也能達到類似效益，更進一步的詳細研究還有待建議。
2015年時，美商金斯勒設計公司提出了將倫敦地鐵棄置隧道改造為地下步道的企劃案，而奧德維奇站週邊的皮卡迪利線支線隧道和朱比利線的舊尾軌則計畫修築成自行車走廊，甚至可能使奧德維奇站重新啟用、轉世為單車騎士的通道。然而該計畫尚未得到官方許可。

## 文化上的運用

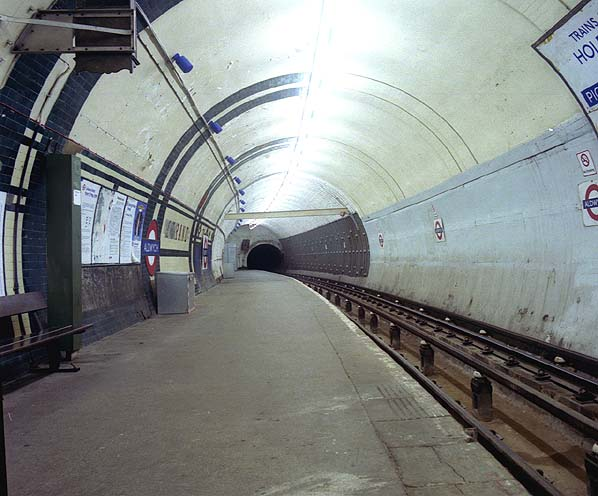
1994年關閉不久前的奧德維奇站西側月台，多次用於電影拍攝，圖中可見靠近隧道的一段月台牆壁沒有壁磚裝飾。

由於奧德維奇站與支線在倫敦地鐵系統中，是相對上自成一體的孤立路段，平常日上下班尖峰以外的時段都會關站，因此該站早在1994年關閉之前，就已經是電影取景的熱門地點，之後也繼續替電影業做出貢獻，有些電影直接將奧德維奇站設為片中景，有些則是在拍攝時，將其樣貌改造為倫敦地鐵中的其他車站:p99。因此奧德維奇隧道和車站內的鐵軌、電力等設施都維持著可營運的狀態，並且永久配置一輛北線的倫敦地鐵1972年型列車，可以在支線上來回行駛、支援拍片作業。此外，奧德維奇支線的軌道依然可以從霍本站與皮卡迪利線的北行主線直通，但需要人員手動駕駛。
以下列出曾在奧德維奇站取景的電影或電視劇：
- 《绅士枪匪（英语：The Gentle Gunman）》（1952年）[8]:p99
- （1969年）[17]
- （1972年）[8]:p99
- （1986年）[8]:p99
- 《雙生殺手（英语：The Krays (film)）》（1990年）[18]:p104
- （1994年）[18]:p104
- （2004年）[17]
- （2006年）[17]
- （2006年）[17]
- （2007年）[17]
- （2007年）[17]
- （2008年）[17]
- （2013年）[19]
- （劇《空靈柩》，2014年）[20]

二戰之前的奧德維奇站曾在基弗雷·浩斯霍德的1939年小說《暴戾人》中作為場景，小說中的主角遭到特務搜捕，兩人在奧德維奇支線上反覆地互追了數次，最後這場追逐戰在奧德維奇站結束，因為特務不慎觸及軌道上的電流而死。電玩遊戲中的一個關卡裡也出現了一座擴大版本的奧德維奇站。英國電子樂隊超凡樂團的歌曲《縱火者》也至奧德維奇站內拍攝音樂影片。